# 久保浩
久保 浩（くぼ ひろし、1946年（昭和21年）11月1日 - 2025年（令和7年）4月16日）は、日本の歌手。本名：久保 正憲（くぼ まさのり）。妻は歌手の水沢夕子。

## 経歴
- 福岡県北九州市出身。
- 吉田正の門下として1964年8月にビクターレコードから『霧の中の少女』でデビュー。この曲はアメリカのポップス歌手ペギー・マーチも日本語でカバーしている。
- その後は鹿児島市、福山市でパブを経営。1987年には岡山でラウンジ多恋人（タレント）とカラオケスタジオを経営、九州などで歌手活動を行う。
- 2009年3月10日 - 15日、銀座博品館劇場の「銀座ACBへようこそ」に出演。
- 2010年8月21日、NHKホールで開催された「第42回思い出のメロディー」（NHK総合、収録は同8月7日）に出演し、『霧の中の少女』を歌唱した。
- 2011年1月18日、「NHK歌謡コンサート」（NHK総合）に出演する。
- 同年11月11日、ゆうぽうとで開催された「第38回日本歌手協会歌謡祭」に俳優の西田敏行らと共に出演。
- 2014年6月10日、「NHK歌謡コンサート」『特集　作曲家　吉田正の世界』に出演し、「霧の中の少女」を歌唱した。
- 2025年4月16日、脳出血による衰弱のため岡山市内の病院で死去。78歳没。このことは、同年5月28日に日本歌手協会によって公表された[1]。

## ディスコグラフィー

### シングル
- 霧の中の少女／むらさき色の雨（1964年8月）
- 白百合悲し君に似て／みどりの街（1964年10月）
- 恋物語／真赤な花を黒髪に（1965年1月）
- 僕のマリアよ／僕は好きだよ（1965年5月）
- 青春詩集／雨のバス・ストップ（1965年7月）
- 愛の合唱／眠れぬ夜（1965年10月）
- 断崖のトランペット／秋日和（1965年12月）
- 光と雲と次男坊／雨のち晴（1966年4月）
- 哀愁の街に霧が降る（1966年5月）
- 恋の傷あと／愛のベンチ（1966年7月）
- 恋旅行（小川知子とデュエット）（1966年8月）
- 星空のミッシェル／帰らぬ君（1966年10月）
- 夜霧の高速道路／あの娘に逢いたいな（1967年3月）
- 女の生きがい／どしゃ降りロック（1967年7月）
- 無情のギター／あの星のように（1967年9月）
- いとしのナターシャ／幸福はどこに（1968年3月）
- 北国の渚／恋に泣きたい（1968年7月）
- 哀愁の夜霧／むなしい恋（1968年10月）

## 主なテレビ出演
- ビクター夢のスタジオ（1965年、TBS） - 司会
- 新選組 第11話「士道に背く事を許さず」（1973年、フジテレビ） - 惣吉 役